# Michael Voudouris
Michalis Panagiotis „Michael“ Voudouris (griechisch Μιχάλης Παναγιώτης Βουδούρης, * 23. März 1960 in New York City) ist ein US-amerikanischer früherer Skeletonpilot, der bei Wettbewerben für Griechenland startete.

## Leben
Michael Voudouris US-Amerikaner griechischer Abstammung. Er ist Notfallmedizin-Techniker. 
Voudouris startete wegen der großen Konkurrenz innerhalb des US-Verbandes für das Heimatland seiner Vorfahren. Er bestritt 1999 in Calgary sein erstes Skeleton-Weltcup-Rennen und wurde 37. und damit Letzter. Im folgenden Rennen in Nagano wurde er 33., es war zugleich seine beste Platzierung im Weltcup, die er später nicht mehr verbessern konnte. Nur wenig später nahm er in Igls an seiner ersten WM, der Skeleton-Weltmeisterschaft 2000, teil und belegte den 34. Platz. Bei der WM im folgenden Jahr in Calgary wurde Voudouris 35. Nächstes und zugleich letztes Großereignis wurden die Olympischen Winterspiele 2002 von Salt Lake City, wo Skeleton erstmals seit 1948 wieder Olympisch war. Mit Rang 23 konnte Voudouris sein bestes internationales Ergebnis erreichen. Bis 2006 nahm er an weiteren internationalen Rennen teil, zunehmend häufiger an unterklassigen Rennen wie dem Skeleton-America’s-Cup und dem Skeleton-Europacup. Die erneute Qualifikation für die Olympischen Spiele 2006 in Turin gelang ihm nicht, er war bei den Spielen jedoch als Fotograf akkreditiert. Nach den Spielen beendete Voudouris seine aktive Karriere.